# Kim Seung-il
Kim Seung-il (2 de setembro de 1945) - é um ex-jogador de futebol norte-coreano, que atuava como atacante.

## Carreora
Kim Seung-il fez parte do histórico elenco da Seleção Norte-Coreana de Futebol, na Copa do Mundo de 1966.